# Равич Дмитро
Дмитро́ Ра́вич (1900–1942, Відень, Австрія) — студентський діяч родом з Наддніпрянщини, інженер і музиколог.
Асистент Українського високого педагогічного інституту в Празі, довголітній голова української академічної громади у Празі, від 1939 року голова ЦЕСУС. Від 1934 року жив у Відні, де й помер.